# 椎木 (嘉麻市)
椎木（しいのき）は、福岡県嘉麻市の行政区。市町村合併前の旧嘉穂町に存在する。郵便番号は820-0323である。
主な産業は農業であるが、少子高齢化の影響で農業の後継者不足が課題となっている。
小学校区は2014年3月31日に足白小学校が閉校となり、2014年度より足白小学校・宮野小学校・大隈小学校・千手小学校・泉河内小学校の5校が合併し嘉穂小学校となった。
行政区は上椎、中椎、下椎、山口谷上、山口谷下の5つの隣組からなる。